# Ilija Katić
Ilija Katić (in serbo Илија Катић?; Belgrado, 20 luglio 1945) è un ex calciatore jugoslavo, di ruolo attaccante.

## Carriera

### Club
Cresciuto nel Partizan, esordisce nel campionato jugoslavo il 19 dicembre del 1968. Nel 1973 si trasferisce in Svizzera, contribuendo alla vittoria del titolo nazionale alla sua prima stagione con 16 centri. Nel 1975 conquista il titolo di miglior marcatore del campionato segnando 23 gol e portando lo Zurigo a vincere il torneo. Nel 1976 è tra i protagonisti del double, formando assieme a Peter Risi la miglior coppia offensivo del campionato e mettendo a segno 11 marcature. A Zurigo totalizza 50 gol prima di trasferirsi a Burgos, in Spagna. Nel territorio iberico colleziona 31 presenze e 4 reti, decidendo di fare ritorno in Svizzera, dove chiude la carriera nel 1980.

### Nazionale
Debutta il 19 dicembre 1968 contro il Brasile (3-2).

## Palmarès

### Club
- Campionato svizzero: 3

Zurigo: 1973-1974, 1974-1975, 1975-1976
- Coppa Svizzera: 1

Zurigo: 1975-1976

### Individuale
- Calciatore straniero dell'anno del campionato svizzero:  2

1975, 1976
- Capocannoniere della Super League: 1

1974-1975 (23 gol)